# Beavercreek
Beavercreek és una ciutat dels Estats Units a l'estat d'Ohio. Segons el cens del 2000 tenia 37.984 habitants.

## Demografia
Segons el cens del 2000, Beavercreek tenia 37.984 habitants, 14.071 habitatges, i 11.087 famílies. La densitat de població era de 555,7 habitants/km².
Dels 14.071 habitatges en un 35,2% hi vivien nens de menys de 18 anys, en un 70,7% hi vivien parelles casades, en un 5,8% dones solteres, i en un 21,2% no eren unitats familiars. En el 17,5% dels habitatges hi vivien persones soles el 5,7% de les quals corresponia a persones de 65 anys o més que vivien soles. El nombre mitjà de persones vivint en cada habitatge era de 2,66 i el nombre mitjà de persones que vivien en cada família era de 3,02.
Per edats la població es repartia de la següent manera: un 25,3% tenia menys de 18 anys, un 6,3% entre 18 i 24, un 26,9% entre 25 i 44, un 29,3% de 45 a 60 i un 12,2% 65 anys o més.
L'edat mediana era de 40 anys. Per cada 100 dones de 18 o més anys hi havia 95,7 homes.
La renda mediana per habitatge era de 68.801 $ i la renda mediana per família de 75.965 $. Els homes tenien una renda mediana de 55.270 $ mentre que les dones 33.572 $. La renda per capita de la població era de 30.298 $. Aproximadament l'1,5% de les famílies i el 2,4% de la població estaven per davall del llindar de pobresa.

## Poblacions properes
El següent diagrama mostra les poblacions més properes.